# Serbien und Montenegro beim Junior Eurovision Song Contest
Teilnehmende Rundfunkanstalt
, 
Erste Teilnahme
2005
Bisher letzte Teilnahme
2005
Anzahl der Teilnahmen
1 (Stand 2005)
Höchste Platzierung
13 (2005)
Höchste Punktzahl
29 (2005)
Niedrigste Punktzahl
29 (2005)
Punkteschnitt (seit erstem Beitrag)
29,00 (Stand 2005)
Punkteschnitt pro abstimmendem Land im 12-Punkte-System
1,06 (Stand 2005)
Dieser Artikel befasst sich mit der Geschichte der ehemaligen Staatenunion von Serbien und Montenegro als Teilnehmer am Junior Eurovision Song Contest.

## Vorentscheide
2005 fand die Junior Beovizija statt.

## Teilnahme am Wettbewerb
Während seiner Existenz nahm Serbien und Montenegro nur einmal am JESC teil und wurde lediglich Dreizehnter. Danach war keine Teilnahme aufgrund der Aufspaltung der Republik in die zwei Nachfolgestaaten mehr möglich.

## Liste der Beiträge
| Jahr      | Interpret                                                            | Titel (Musik / Text)                                                 | Sprache                                                              | Übersetzung                                                          | Platz Teilnehmer (gesamt)                                            | Punkte                                                               |
| --------- | -------------------------------------------------------------------- | -------------------------------------------------------------------- | -------------------------------------------------------------------- | -------------------------------------------------------------------- | -------------------------------------------------------------------- | -------------------------------------------------------------------- |
| 2005      | Filip Vučić                                                          | Ljubav pa fudbal (Filip Vučić)                                       | Serbisch                                                             | Liebe und Fußball                                                    | 13 / 16                                                              | 29                                                                   |
| seit 2006 | Keine Teilnahme mehr möglich, da sich die Republiken getrennt haben. | Keine Teilnahme mehr möglich, da sich die Republiken getrennt haben. | Keine Teilnahme mehr möglich, da sich die Republiken getrennt haben. | Keine Teilnahme mehr möglich, da sich die Republiken getrennt haben. | Keine Teilnahme mehr möglich, da sich die Republiken getrennt haben. | Keine Teilnahme mehr möglich, da sich die Republiken getrennt haben. |

## Punktevergabe
Folgende Länder erhielten die meisten Punkte von oder vergaben die meisten Punkte an Serbien und Montenegro:
| Die meisten vergebenen Punkte | Die meisten vergebenen Punkte | Die meisten vergebenen Punkte |
| Platz                         | Land                          | Punkte                        |
| ----------------------------- | ----------------------------- | ----------------------------- |
| 1                             | Spanien                       | 12                            |
| 2                             | Nordmazedonien                | 10                            |
| 3                             | Belarus                       | 08                            |
| 4                             | Rumänien                      | 07                            |
| 5                             | Kroatien                      | 06                            |

| Die meisten erhaltenen Punkte | Die meisten erhaltenen Punkte | Die meisten erhaltenen Punkte |
| Platz                         | Land                          | Punkte                        |
| ----------------------------- | ----------------------------- | ----------------------------- |
| 1                             | Nordmazedonien                | 10                            |
| 2                             | Kroatien                      | 06                            |
| 3                             | Zypern                        | 01                            |

Stand: 2005